# Banksia rosserae
Banksia rosserae là một loài thực vật có hoa trong họ Quắn hoa. Loài này được Olde & Marriott mô tả khoa học đầu tiên năm 2002.